# Sonja Milanović
Sonja Milanović est une joueuse bosnienne de volley-ball née le 11 janvier 1992 à Mrkonjić Grad. Elle mesure 1,87 m et joue au poste d'attaquante.

## Clubs
| Club                                  | De        | À         |
| ------------------------------------- | --------- | --------- |
| ŽOK Jedinstvo Brčko                   | 2008-2009 | 2011-2012 |
| University of Arkansas at Little Rock | 2012-2013 | 2014-2015 |
| İdmanocağı Spor Kulübü                | août 2015 | nov 2015  |
| ŽOK Spartak                           | 2015-2016 | 2015-2016 |
| LPM Pallavolo Mondovì                 | août 2016 | nov 2016  |
| Jakarta BNI 46                        | jan 2017  | mai 2017  |
| Cignal HD Spikers                     | 2017-2018 | 2017-2018 |
| ŽOK Jedinstvo Brčko                   | 2018-2019 | 2018-2019 |
| UOK Banjaluka Volley                  | 2019-2020 | 2019-2020 |
| ŽOK Spartak                           | 2020-2021 | …         |

## Palmarès
- Championnat de Bosnie-Herzégovine
  - Vainqueur : 2009, 2010, 2011, 2012, 2019.
- Coupe de Bosnie-Herzégovine
  - Vainqueur : 2009, 2010, 2011, 2019.